# Xã Denmark, Quận Washington, Minnesota
Xã Denmark (tiếng Anh: Denmark Township) là một xã thuộc quận Washington, tiểu bang Minnesota, Hoa Kỳ. Năm 2010, dân số của xã này là 1.737 người.